# 김서준 (사격 선수)
김서준(1990년 10월 28일~)은 대한민국의 사격 선수로 주 종목은 속사권총이다. 2016년 하계 올림픽에 참가했으며, 2018년 ISSF 월드컵에서 남자 25m 속사권총 세계 기록을 세웠다. 개명 전 이름은 김준홍(金埈弘)이다.

## 경력
전라남도 순천시 출신으로 서울고등학교를 졸업하고 한국체육대학에 입학하였으며 어릴 때부터 사격 선수로 활동하였다. 2011년에 처음으로 국가대표로 발탁되어 오스트레일리아의 시드니에서 열린 사격 월드컵에 참가하여 25m 속사권총 30위에 올랐다. 이후 2012년 9월에 2013년 하계 유니버시아드 개최지인 러시아의 카잔에서 열린 제4회 세계 대학생 사격 선수권 대회에 대한민국 대표로 참가하여 남자 속사권총 개인전에서 금메달을 획득하였다.  
이후 2012년 12월에 대한민국 국군 소속 체육 부대인 상무에 입대하여 활동했으며, 군 복무 도중인 2013년 7월에 러시아의 카잔에서 열린 하계 유니버시아드에 대한민국 국가대표로 참가했다. 최용후, 김대웅과 함께 출전한 25m 속사권총 단체전에서 러시아의 뒤를 이어 은메달을 획득했고, 같은 멤버로 출전한 남자 25m 스탠더드 권총 단체전에서도 중국과 러시아의 뒤를 이어 3위를 하여 동메달을 획득했다. 이후 2014년 7월에 중국 베이징에서 열린 사격 월드컵에서 속사권총에서 세계 기록과 동점을 이뤘으나 최종 순위에서 이탈리아의 리카르도 마체티, 중국의 장젠, 체코의 마르틴 스트르나트에게 밀려 4위를 기록했다.
전역한 후인 2014년 9월에는 KB국민은행 사격단에 입단했으며, 같은 달 19일에 스페인 그라나다에서 열린 2014년 세계 선수권 대회에 대한민국 국가대표로 참가했다. 그는 25m 속사권총 종목에서 독일의 올리버 가이스와 중국의 리웨훙을 누르고 금메달을 획득하였다. 이후 9월에 대한민국 인천에서 열린 2014년 아시안 게임에서 참가했으며 장대규, 송종호와 함께 25m 속사권총 단체전에서 총점 1747점으로 중국과 베트남을 꺾고 아시아 신기록을 갱신과 함께 금메달을 획득했다. 개인전에서도 총 31점을 기록하며 중국의 장젠과 후하오저를 누르고 금메달을 획득하면서 아시안 게임 2관왕에 올랐다. 또한 스탠더드 권총에도 참가하여 개인전에서 중국의 딩펑의 뒤를 이어 은메달을 획득했고 장대규, 강민수와 함께 출전한 스탠더드 권총 단체전에서도 중국의 뒤를 이어 은메달을 획득했다.

## 수상

### 수훈
- 체육훈장 청룡장(2024년 11월 12일)